# Bankeraceae
Bankeraceae is een botanische naam voor een familie van schimmels. De naam is in 1961 door Marinus Anton Donk gepubliceerd. Het typegeslacht is Bankera.

## Geslachten
Volgens de Index Fungorum bestaat de familie uit de volgende zes geslachten:
- Bankera
- Boletopsis
- Corneroporus
- Hydnellum
- Phellodon
- Sarcodon